# Dahmer – Monstre : L'histoire de Jeffrey Dahmer
Chronologie
Lyle et Erik Menéndez
Dahmer – Monstre : L'histoire de Jeffrey Dahmer (Monsters: The Jeffrey Dahmer Story) est la première saison de la série d'anthologie américaine Monstres diffusée le 21 septembre 2022 sur Netflix.
La première saison relate l'histoire du tueur en série Jeffrey Dahmer.

## Synopsis
Milwaukee, Wisconsin, 1991. À la suite d'une tentative de meurtre, Jeffrey Dahmer est arrêté par la police. Divers restes humains sont alors découverts dans son appartement.
Vingt-cinq ans plus tôt, en 1966, le jeune Jeffrey vit une enfance solitaire et malheureuse. Ses parents se disputent violemment sous ses yeux et finissent par se séparer une dizaine d'années plus tard. Jeffrey se retrouve seul et, à l'âge de dix-huit ans, commet son premier meurtre.

## Distribution

### Acteurs principaux
- Evan Peters (VF : Félicien Juttner) : Jeffrey Dahmer
  - Nick A. Fisher: Jeffrey jeune
- Richard Jenkins (VF : Jean-Pol Brissart) : Lionel Dahmer
  - Josh Braaten (en) (VF : Bruno Choël) : Lionel jeune
- Molly Ringwald (VF : Juliette Degenne) : Shari Dahmer, deuxième femme de Lionel et belle-mère de Jeffrey
- Niecy Nash (VF : Virginie Emane) : Glenda Cleveland, voisine de Jeffrey
- Michael Learned (VF : Marie-Martine) : Catherine Dahmer, grand-mère paternel de Jeffrey

#### Acteurs récurrents
- Penelope Ann Miller (VF : Rafaèle Moutier) : Joyce Dahmer (née Flint), mère abusive et mentalement instable de Jeffrey. Première femme de Lionel
  - Savannah Brown (VF : Marie Tirmont) : Joyce, jeune
- Dia Nash (VF : Esthèle Dumand) : Sandra Smith, fille de Glenda
- Nigel Gibbs (VF : Jean-Paul Pitolin) : Révérend Jesse Jackson
- Michael Beach (VF : Thierry Desroses) : Détective Dennis Murphy, un des principaux enquêteurs
- Colby French (VF : Marc Fayet) : Détective Patrick Kennedy, un des principaux enquêteurs
- Matthew Alan : Joseph Gabrish, un des policiers intervenus lors de l'incident impliquant Konerak Sinthasomphone
- Scott Michael Morgan (VF : Bruno Magne) : John Balcerzak, un des policiers intervenus lors de l'incident impliquant Konerak Sinthasomphone
- David Barrera (en) : Philip Arreola, chef de la police de Milwaukee
- Shaun J. Brown (en) (VF : Jean-Baptiste Anoumon) : Tracy Edwards, une victime prévue de Jeffrey
- Dyllón Burnside (VF : Baptiste Marc) : Ronald Flowers, une victime prévue de Jeffrey
- Cameron Cowperthwaite (VF : Jim Redler) : Steven Hicks, auto-stoppeur et 1re victime de Jeffrey
- Vince Hill-Bedford (VF : Alexandre Gillet) : Steven Tuomi, 2e victime de Jeffrey
- Rodney Burford (en) : Tony Hughes, mannequin en herbe et 12e victime de Jeffrey
- Kieran Tamondong (VF : Aurélien Raynal) : Konerak Sinthasomphone, garçon laotien, 13e victime de Jeffrey
- Karen Malina White (en) (VF : Daria Levannier) : Shirley Hughes, la mère de Tony Hughes
- Khetphet Phagnasay : Southone Sinthasomphone, père de Konerak Sinthasomphone
- Phet Mahathongdy : Somdy Sinthasomphone, mère de Konerak Sinthasomphone
- Brayden Maniago : Somsack Sinthasomphone, frère de Konerak Sinthasomphone et l'une des victimes prévues de Jeffrey
- Scott Paophavihanh : Anouke Sinthasomphone, frère de Konerak Sinthasomphone
- Brandon Black (VF : Ambroise Michel) : Dean Vaughn, victime prévue de Jeffrey
- Ken Lerner : Joe Zilber
- DaShawn Barnes (VF : Aurélie Konaté) : Rita Isbell, sœur d'Errol Linsey, la onzième victime de Jeffrey
- Furly Mac (VF : Diouc Koma) : Christopher Scarver, détenu qui a assassiné Jeffrey et Jesse Anderson
- Jeff Harms (en) : Jesse Anderson (en), détenu assassiné en même temps que Jeffrey
- Dominic Burgess (VF : Laurent Morteau) : John Wayne Gacy, tueur en série et délinquant sexuel
- Shane Kerwin : Ed Gein, tueur en série

 Source et légende : version française (VF) sur RS Doublage

## Liste des épisodes

### Épisode 1: Pilote
- Mondial : 21 septembre 2022 sur Netflix

### Épisode 2:Ne me laisse pas
- Mondial : 21 septembre 2022 sur Netflix

### Épisode 3:Faire un Dahmer
- Mondial : 21 septembre 2022 sur Netflix

### Épisode 4:La Boîte d'un bon garçon
- Mondial : 21 septembre 2022 sur Netflix

### Épisode 5:Du sang sur les mains
- Mondial : 21 septembre 2022 sur Netflix

### Épisode 6:Passé sous silence
- Mondial : 21 septembre 2022 sur Netflix

### Épisode 7:Cassandre
- Mondial : 21 septembre 2022 sur Netflix

### Épisode 8:Lionel
- Mondial : 21 septembre 2022 sur Netflix

### Épisode 9:Le Croque-mitaine
- Mondial : 21 septembre 2022 sur Netflix

### Épisode 10:Dieu de pardon, Dieu de vengeance
- Mondial : 21 septembre 2022 sur Netflix

## Accueil

### Avis de la presse
La première saison est accueillie diversement par la presse.
En France, dans Le Monde, Thomas Sotinel estime que « les créateurs ont été incapables de raconter cette histoire sans sacrifier à la fascination morbide ».  
Au contraire, Caroline Veunac de Télérama, remercie les scénaristes de lui avoir épargné des scènes gores et de « met[tre] le doigt sur les discriminations systémiques », tout en estimant que la série échoue à « comprendre comment la société engendre ses propres monstres ».